# Apocryptus tikari
Apocryptus tikari là một loài tò vò trong họ Ichneumonidae.